# ساتن ویور
ساتن ویور (به انگلیسی: Sutton Weaver) یک روستا در بریتانیا است که در ساتن  واقع شده‌است. ساتن ویور ۴۹۵ نفر جمعیت دارد.